# Бад-Готлойба-Берггисхюбель
Бад-Готлойба-Берггисхюбель (нем. Bad Gottleuba-Berggießhübel) — город в Германии, курорт, расположен в земле Саксония. Подчинён земельной дирекции Дрезден. Входит в состав района Саксонская Швейцария. Подчиняется управлению Бад Готтлойба-Берггисхюбель. Население составляет 5809 человек (на 31 декабря 2010 года). Занимает площадь 88,75 км². Официальный код — 14 2 87 015.
Город подразделяется на 12 городских районов.

## Фотографии

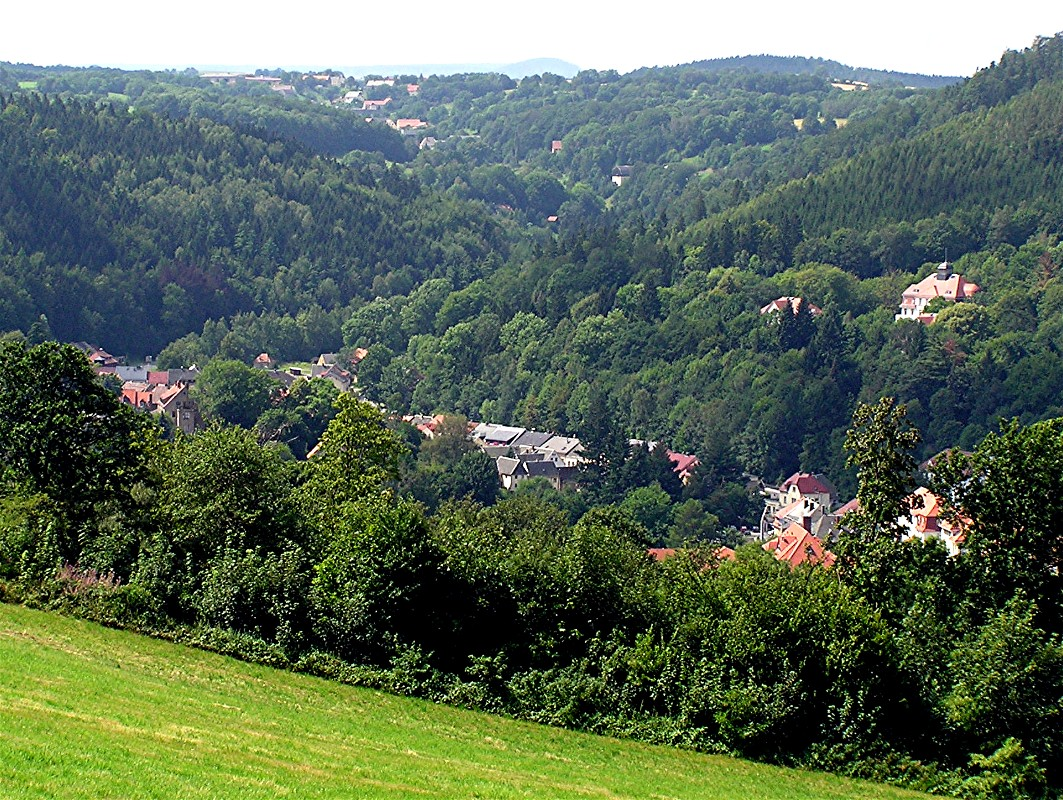
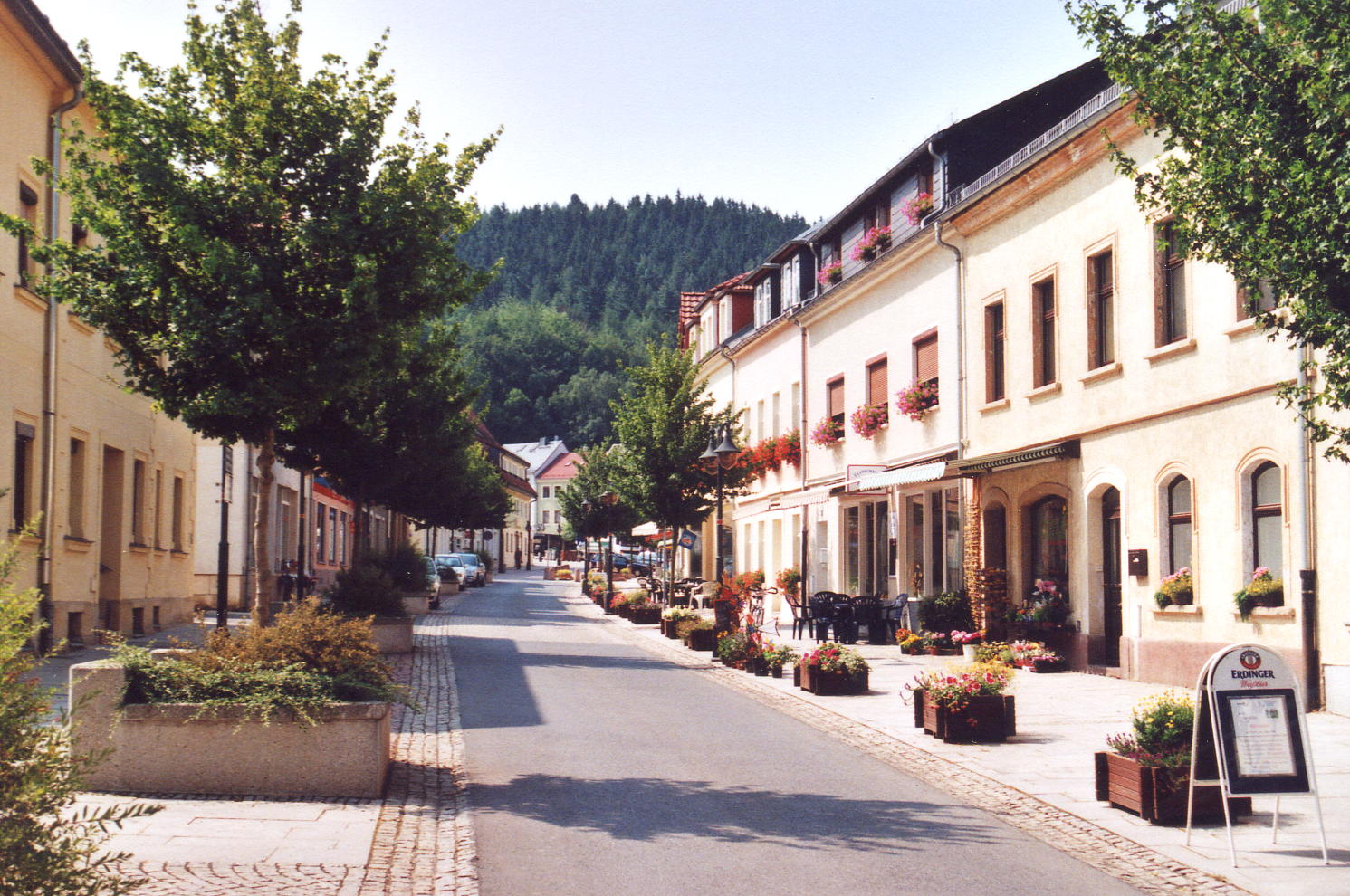
Главная улица
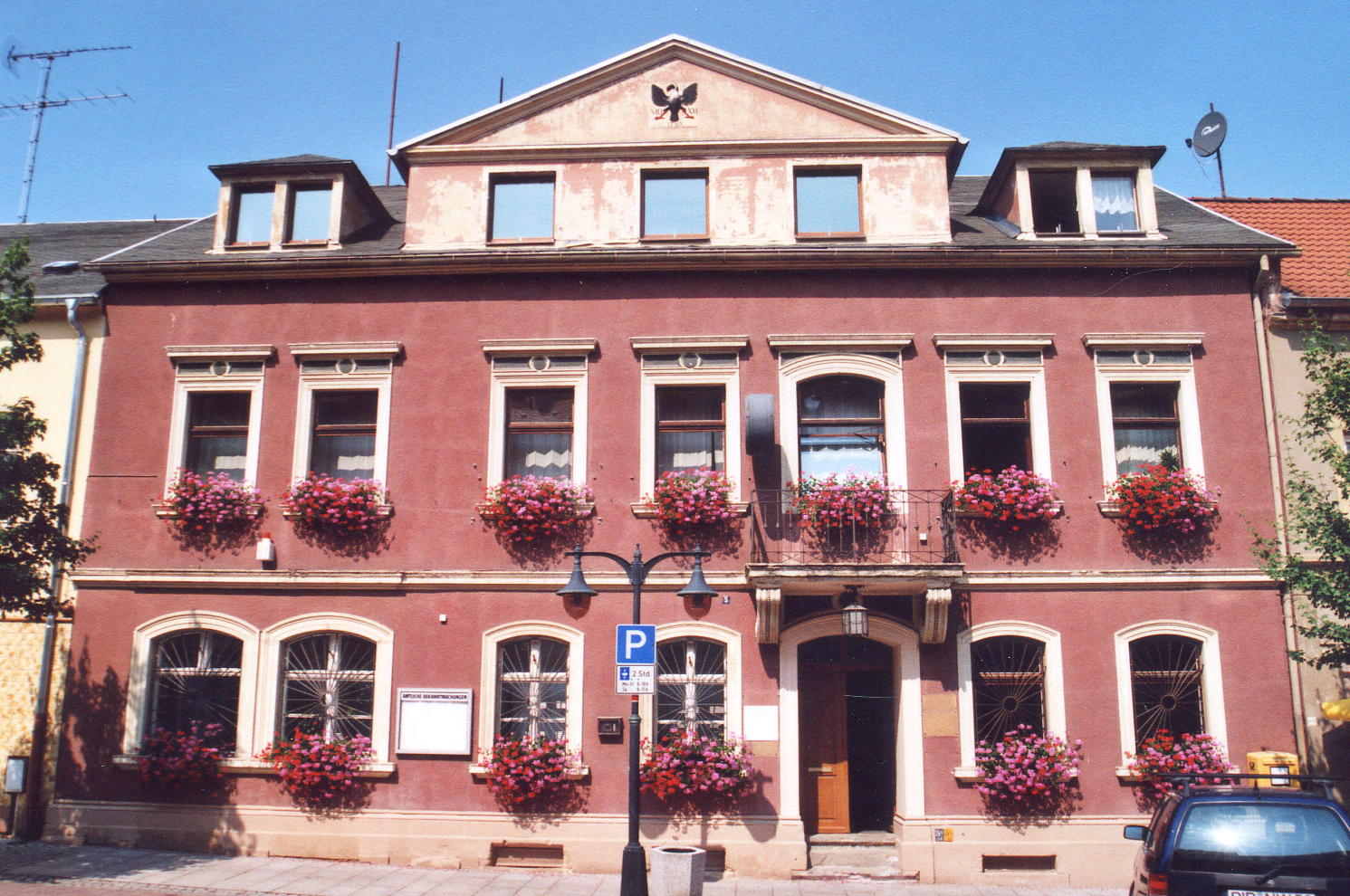
Ратуша